# Knutguldsteklar
Knutguldsteklar (Hedychrum) är ett släkte av guldsteklar. De två arterna mindre knutguldstekel och större knutguldstekel kan hittas i Sverige.

## Arter (inkomplett lista)
- Hedychrum aureicolle Mocsary, 1889
- Hedychrum chalybaeum Dahlbom, 1854
- Hedychrum gerstaeckeri Chevrier, 1869
- Hedychrum longicolle Abeille de Perrin, 1877
- Hedychrum luculentum Förster, 1853
- Hedychrum mavromoustakisi Trautmann, 1929
- Hedychrum micans Lucas, 1849
- Hedychrum niemelai Linsenmaier, 1959 (mindre knutguldstekel)
- Hedychrum nobile Scopoli, 1763 (större knutguldstekel)
- Hedychrum rufipes Du Buysson, 1893
- Hedychrum rutilans Dahlbom, 1854
- Hedychrum tobiasi Kilimnik, 1993
- Hedychrum virens Dahlbom, 1854
- Hedychrum viridilineolatum Kilimnik, 1993

## Bildgalleri

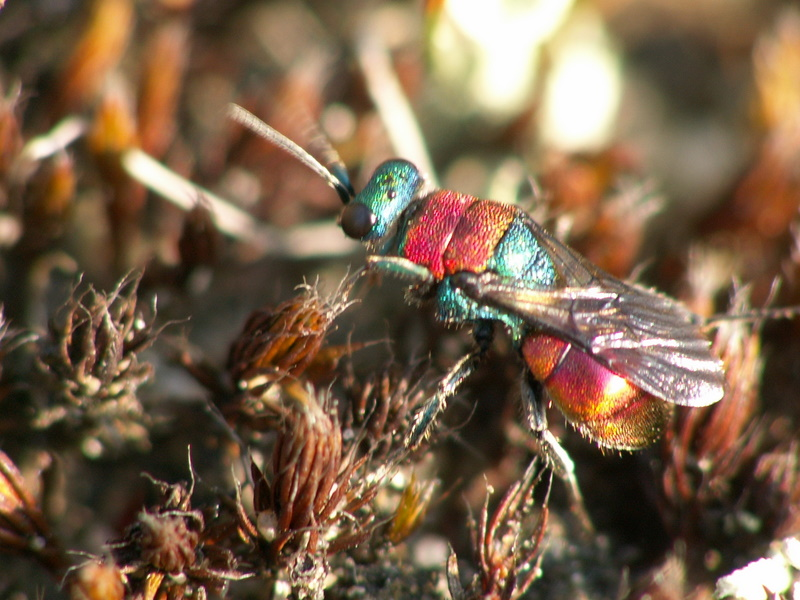
Större knutguldstekel (Hedychrum Nobile).
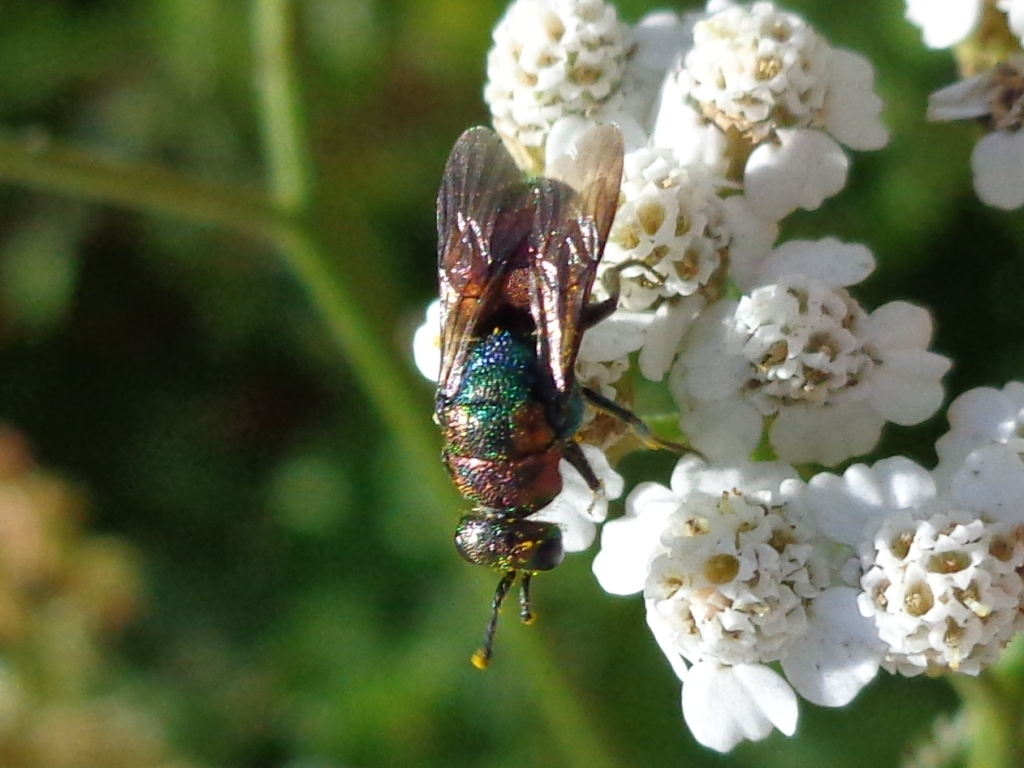
Hedychrum rutilans